# Cylindrolaimus baradlanus
Cylindrolaimus baradlanus is een rondwormensoort uit de familie van de Diplopeltidae.